# BeSeTo演劇祭
BeSeTo演劇祭 (ベセトえんげきさい) は、日本・中国・韓国の3か国が共同で行う演劇祭。演劇祭の名前である「BeSeTo」は、北京 (Beijing)、ソウル特別市 (Seoul)、東京 (Tokyo) の頭文字をとって名づけられており、日中韓それぞれの国の実行委員会が演劇祭を主催する。相互の文化の違いを認識しながら共同作業を行うことによって、芸術を核とする相互理解を進めるとともに、世界文化への貢献を目指している。

## 概要
日中韓の演劇交流の強化と世界文化への発信を目指し、韓国の金義卿 (元I.T.I.韓国センター会長) が、中国の徐暁鐘 (元中国戯劇家協会副主席) と日本の鈴木忠志 (元 (財) 舞台芸術財団演劇人会議理事長) に呼びかけ、1994年7月1日に「21世紀を拓く"BeSeTo演劇祭"声明文」に協同署名したことで始まった。同年ソウルで第1回BeSeTo演劇祭を開催し、以後は日本、中国、韓国の順に3か国の持ち回りで毎年開催されている。声明文では、それまでの3か国の関係を「文化的同質性にもかかわらず近くて遠いものだった」と表現し、「21世紀を迎えるにあたって、私たちはもっと活発な文化交流を進める必要がある」と提言、芸術を核とした国際文化交流としての演劇祭を重ねてきた。2013年の第20回BeSeTo演劇祭 (日本開催) では新たに『交流から共存へ』をテーマに定め、国際交流から一歩進んだ演劇祭として開催を続けている。上演される作品は、日本・韓国・中国を代表する演劇人による招聘作品と国際共同制作作品があり、シンポジウムなどもあわせて実施されている。

## 現在のBeSeTo演劇祭国際委員会
- 中国
  - 季国平：演劇評論家／中国戯劇家協会 副主席
  - 王曉鷹：演出家／中国戯劇家協会 副主席／中国国家話劇院 副院長
  - 崔偉：演劇評論家／中国戯劇家協会 秘書長
  - 李華芸：中国戯劇家協会 国際部主任

- 韓国
  - ヤン・ジョンウン：演出家／劇団旅行者代表／ソウル芸術大学教授
  - ユン・ハンソル：演出家／グリーンピグ代表／檀国大学教授
  - ソン・ギウン：劇作家・演出家／第12言語演劇スタジオ代表
  - イ・ヒジン：プロデューサー／プロデューサー・グループ DOT

- 日本
  - 中島諒人：演出家／鳥の劇場芸術監督
  - 金森穣：演出振付家・舞踊家／りゅーとぴあ舞踊部門芸術監督／Noism芸術監督
  - 志賀亮史：演出家／百景社主宰
  - 重政良恵：劇団SCOT制作

## 開催歴

### 第1回 (1994) - 第10回 (2003)
1994年はソウル (韓国) で開催。以降、韓国、日本、中国の順で持ち回り。

### 第11回 (2004) 日本
- 会場…利賀、鳥取、静岡、東京
- 参加作品
  - 「流行歌劇 カチカチ山」(鈴木忠志)
  - 「我愛桃花」(北京人民芸術劇院)
  - 「渡り鴉」(日中韓合同作品)
  - 「授業」(仲田恭子)
  - 「東方のハムレット」(劇団ノトル)
  - 「かもめ」(ジンジャントロプスボイセイ)
  - 「崔承喜 伝説の舞姫」(劇団美醜)
  - 「別冊 谷崎潤一郎」(SPAC)
  - 「目連救母」(福建省泉州市打城戯劇団)
  - 「インド伝統舞踊劇カタカリ『ドゥッシャーサナ殺し』」(サダナム・ハリクマルとカタカリ公演団)
  - 「メディア コンプレックス」(劇団可変)
  - 「道成寺」(劇団山の手事情社)
- 日本各地で活動する劇団による日本現代演劇の連続上演企画
- シンポジウム等
  - 特別シンポジウム「グローバリゼーションと舞台芸術」
  - BeSeToシンポジウム「アジアの舞台芸術について-演劇を中心に」
  - ラウンドテーブル「舞台芸術の現在と今後の課題-世界とアジア」
  - 講演会「中国、韓国における演劇教育の現状と課題」
  - 展示「BeSeTo演劇祭の過去・現在・未来」

### 第12回 (2005) 中国
- 会場…中国浙江省寧波市
- 参加作品
  - 「西安列車」(劇団物理)
  - 「ハルッの物語」(劇団ティダ)
  - 「特洛伊女人 (トロイアの女)」(ク・ナウカ＋劇団旅行者)
  - 「現代民族歌劇　野火春風斗古城」(中国人民解放軍総政治部歌劇団)
  - 「立秋」(山西省話劇院)
  - 「麦克白 (マクベス)」(ベトナム青年劇場)
- シンポジウム等
  - フォーラム「中韓日若手演劇人の成長」

### 第13回 (2006) 韓国
- 会場…議政府、ソウル
- 参加作品
  - 「桃花扇」(江蘇省崑劇院)
  - 「原野」(天津人民芸術劇院)
  - 「冬の花火、春の枯葉」(Ort-d.d.)
  - 「誤解」(中島諒人) ※ (財) 静岡県舞台芸術センター/高知県立美術館 共同制作
  - 「ガリレイの生涯」(ソウル市立劇団)
  - 「애니깽 (ヘネケン)」(劇団金相烈演劇サラン／トゥビーカンパニー)
  - 「肝っ玉お母とその子供たち」(劇団青羽)
  - 「아름다운 남지 (Three Beautiful Soulmate)」(演戯団コリペ)
- シンポジウム等
  - BeSeToシンポジウム「アジアの劇場文化における光、色、物について」
  - ワークショップ「中国伝統劇におけるキャラクターづくりと演技法」

### 第14回 (2007) 日本
- 会場…利賀、東京、ほか
- 参加作品
  - 「廃車長屋の異人さん―ゴーリキー作「どん底」より」(鈴木忠志)
  - 「剣を鍛える話―魯迅「故事新説」より」(鳥の劇場)
  - 「呉将軍の足の爪」(Power Doll Engine)
  - 「春柳社を探して」(任鳴、叢林) ※北京市朝陽区文化会館制作作品
  - 「女中たち」(劇団風磬)
  - 「熊野」(石井幸一) ※利賀演出家コンクール最終審査上演作品
  - 「雨月物語・蛇性の婬」(岡田圓) ※利賀演出家コンクール最終審査上演作品
- 「劇的共振」と題して、日本各地で上演活動が行われる (東京、神奈川、茨城、静岡、京都)
- シンポジウム等
  - トーク＆パネルディスカッション「グローバリゼーションとナショナリズム―<多様な文化>の共存とその可能性をめぐって」
  - ラウンドテーブル「演出家の視座―アジアの舞台芸術の現在と今後の課題―」

### 第15回 (2008) 中国
- 会場…中国江蘇省蘇州市張家港市
- 参加作品
  - 「民族音楽劇 曲水流觴蘭亭会」(王佳納) ※広東省文学芸術界連合会 制作
  - 「ロミオとジュリエット」(劇団木花)
  - 「剣を鍛える話」(鳥の劇場)
  - 「川劇 巴山秀才」(四川省川劇院)
  - 「玉飛鳳」(張家港市錫劇団)
  - 「心比天高」(杭州越劇院)
- シンポジウム等
  - フォーラム「創意経済時代における演劇―舞台芸術の商業化再考」

### 第16回 (2009) 韓国
- 会場…韓国
- 参加作品
  - 「シラノ・ド・ベルジュラック」(鈴木忠志)
  - 「東京ノート」(青年団)
  - 「学者と死刑執行人」(上海話劇芸術センター)
  - 「火焔山」(四川省川劇院)
  - 「ダーウィンの亀」(ソウル市劇団)
- シンポジウム等
  - 「21世紀の東アジアにおける演劇の環境と教育―アーティストの訓練と一般への演劇教育」

### 第17回 (2010) 日本
- 会場…東京、静岡、鳥取
- 参加作品
  - 「羯諦羯諦―行く者よ、去り行く者よ」(鈴木忠志演出／高田みどりの打楽器と高野山南山進流聲明)
  - 「川劇 欲望の海〜オニール作「楡の木陰の欲望」より〜」(四川省成都市川劇院)
  - 「リア王」(劇団美醜)
  - 「シラノ・ド・ベルジュラック」(鈴木忠志演出／SCOT)
  - 「東京ノート」(青年団)
  - 「白雪姫〜グリム童話『白雪姫』より〜」(鳥の劇場)
  - 「覇王歌行〜項羽、歌の翼にのる」(中国国家話劇院)
  - 「そんなに驚くな」(劇団コルモッキル)
  - 「Wannabe」(柿喰う客)
- シンポジウム等
  - シンポジウム「国際共同の可能性と東アジアの未来」
- ポストトーク／インタビュー
  - 平田オリザ、宮城聰、中島諒人、高田みどり、王暁鷹、李炳焄、朴根亨

### 第18回 (2011) 中国
- 会場…中国山東省済南市
- 参加作品
  - 「隠婚男女」(山東省話劇院、斉魯晩報青年話劇団)
  - 「達人未愛狂想曲」(北京三拓旗劇団)
  - 「キルベス (Macbeth waved a Butcher's Knife)」(魔法陣演劇工作室)
  - 「授業」(百景社)
  - 「夏の夜の夢」(劇団旅行者)
  - 「東京ノート」(青年団)
  - 「雷雨」(福建人民芸術劇院)
  - 「続琵琶」(北京曹雪芹学会、中国戯曲学院、北方崑曲劇院)
  - 「羅生門」(中国国家芸術研究院)

### 第19回 (2012) 韓国
- 会場…韓国
- 参加作品
  - 「夢」(韓国国立劇団)
  - 「月の岬」(青年団)
  - 「かもめ」(第七劇場)
  - 「雷雨」(大連話劇院)

### 第20回 (2013) 日本
- 会場…利賀、鳥取、東京
- 参加作品
  - 「リア王」(SCOT)
  - 「隣にいても一人」(青年団)
  - 「旅......神話から"今"へ」(花傳[KADEN]シアター・カンパニー)
  - 「女の平和」(百景社)
  - 「京劇『オイディプス王』」(浙江京劇団)
  - 「太宰治短編選―犬は猛獣である」(ヤンソン プロジェクト)
  - 「セールスマンの死」(鳥の劇場)
  - 「小町風伝」(演戯団コリペ)
  - アンドロイド版「三人姉妹」(青年団＋大阪大学ロボット演劇プロジェクト)
  - 「多情という名の病」(第12言語演劇スタジオ)
- フリンジ企画「BeSeTo+」として10作品を上演
- シンポジウム等
  - シンポジウム「日中韓の演劇交流をめぐって」
  - テーブルトーク「日中間の演劇交流をめぐって」

### 第21回 (2014) 中国
- 会場…中国
- 参加作品

### 第22回 (2015) 韓国
- 会場…韓国
- 参加作品

### 第23回 (2016) 日本
- 会場…利賀、鳥取、新潟
- 参加作品
  - 「ディオニュソス」(鈴木忠志)
  - 「蟹工船」(劇団ドン)
  - 「孫悟空 白骨夫人編」(浙江紹劇芸術研究院)
  - 「麦克白！맥베스！！マクベス！！！」(志賀亮史 (百景社) ＋李卓群 (北京京劇院) ＋オ・セヒョク (劇団コルパン))
  - 劇的舞踊vol.3「ラ・バヤデール―幻の国」(Noism)
  - 「ジャングルブック」(劇団旅行者)
  - 「かごの鳥の青春―当青春不懐念胡蝶的傷」(陝西人民芸術劇院)
  - 「詩の教室」(鳥の劇場＋劇団ティダ)
  - 「愛と精霊の家」(Noism0)
- シンポジウム等
  - シンポジウム「海をつうじて行き交うもの 異なるものとの交流が未来をひらく」
  - シンポジウム「21世紀の国際交流と劇場文化」

### 第24回 (2017) 中国
- 会場…中国浙江省杭州市
- 参加作品

### 第25回 (2018) 韓国
- 会場…韓国光州市
- 参加作品
  - 徽劇「惊魂记」(安徽省徽京劇院)
  - 「語りの方式、踊りの方式」(グリーンピグ)
  - 「狐と鶴」(劇団ソウルケダム)
  - 「剣を鍛える話」(鳥の劇場)
  - 「呉将軍の足の爪」(Theatre apartment complex libido:)

### 第26回 (2019) 日本
- 会場…鳥取
- 参加作品
  - 「班女」「葵上」(鳥の劇場)
  - 「Mirroring Memories - それは尊き光のごとく」(Noism1)
  - 「授業」(百景社)
  - 舞踊劇「蝋細工の思い出」(北京演芸専修学院)
  - 「原野」(上海ドラマ芸術センター)
  - 「パンソリ[オセロ]」(アジア文化センター)
  - 「記憶の場所」(普遍的劇団)
  - 「手のない花嫁」(アートステージ・サン)
  - 「芥川龍之介をめぐる３つの小作品」(日中韓三ヶ国国際共同製作)
    - 『地獄変』（王剣男（中国国家話劇院））、『暗中問答』（キム・ジョン（Project While)）、『眠らない方法』（松村翔子（モメラス））

  - 「演劇を通じた三ヶ国の学生の交流」
    - 『爪』（韓国芸術総合学校演劇院）、『雷雨』（中央戯劇学院）、『舞姫』（四国学院大学））

### 第27回 (2023) 中国
2020～2022は、新型コロナウイルス感染症により開催されなかった。
- 会場…深圳
- 参加作品
  - 「浮生六記」(上海大劇院)
  - 「Tree Won’t Seek for Shoe Store」(グリーンピグ)
  - 「父さんのすることはいつもよし」(クレドシアター)
  - 「アジアの物語」(IPKOASON)
  - 「小さなエイヨルフ」(鳥の劇場)
  - 「丁西林中華民国三喜劇」(北京人民芸術劇院)
  - 「マリア・カラス」(ルスタヴェリ国立劇場)
  - 「あの子」(中間劇場)
  - 「ユニコーン」（深圳パルテノンカルチャー)
  - 「盛宴」(福建人民芸術学院)
  - 「かくれんぼ」(暁角話劇研進社)
  - 「誤解」(百景社)